# وباء جدري النسناس في إفريقيا
بدأ وباء متحور جديد من سلالة جدري النسناس في وسط إفريقيا في وقت مبكر من سبتمبر 2023. واعتبارًا من 9 نوفمبر 2024، أعلن عن أكثر من 11,148 حالة مؤكدة و46,794 حالة مشتبه بها، مع 53 حالة وفاة مؤكدة و1,081 حالة وفاة بين الحالات المشتبه بها، الغالبية العظمى منها في جمهورية الكونغو الديمقراطية.
في 14 أغسطس 2024، أعلنت منظمة الصحة العالمية أن الوباء يشكل حالة طوارئ صحية عامة تثير قلقًا دوليًا.

## خلفية
في مايو 2022، أعلنت منظمة الصحة العالمية تفشي مرض حمى الضنك سابقًا، والذي يشمل سلالة مختلفة من الفيروس، كحالة طوارئ صحية عالمية. كان المرض قد أصاب 87 ألف شخص وتسبب في وفاة 140 شخصًا عندما أنهت منظمة الصحة العالمية حالة الطوارئ العالمية في مايو من العام التالي.
بدأت الحالات في الارتفاع مرة أخرى في جمهورية الكونغو الديمقراطية في سبتمبر 2023 واستمرت حتى عام 2024، حيث أبلغت المراكز الأفريقية لمكافحة الأمراض والوقاية عن زيادة نسبة الحالات إلى 160٪ عن العام السابق.

## التفشي

### الخسائر المبلغ عنها
آخر تحديث 11 أغسطس 2024.
| البلد                       | الحالات | الوفيات |
| --------------------------- | ------- | ------- |
| جمهورية الكونغو الديمقراطية | 14,091  | 511     |
| جمهورية إفريقيا الوسطى      | 213     | 0       |
| جمهورية الكونغو             | 146     | 1       |
| بوروندي                     | 83      | 0       |
| الكاميرون                   | 35      | 2       |
| نيجيريا                     | 24      | 0       |
| جنوب إفريقيا                | 24      | 3       |
| كينيا                       | 12      | 0       |
| ساحل العاج                  | 7       | 0       |
| ليبيريا                     | 5       | 0       |
| غانا                        | 4       | 0       |
| رواندا                      | 4       | 0       |
| باكستان                     | 3       | 0       |
| أوغندا                      | 2       | 0       |
| السويد                      | 1       | 0       |
| المجموع                     | 14,654  | 517     |

1. ↑  1,888 أكدت مختبريا
2. ↑  8 أكدت مختبريا
3. ↑  28 أكدت مختبريا
4. ↑  19 أكدت مختبريا
5. ↑  5 أكدت مختبريا
6. ↑  حالة واحدة أكّدت مختبريا

### الأعمال المذكورة
- Mpox Situation in Africa (PDF) (Report). المراكز الإفريقية لمكافحة الأمراض والوقاية منها. 30 يوليو 2024. مؤرشف من الأصل (PDF) في 2024-08-06. اطلع عليه بتاريخ 2024-08-16.
- WHO African Region Mpox Bulletin - 11 August 2024 - Democratic Republic of the Congo (PDF) (Report). منظمة الصحة العالمية. 11 أغسطس 2024. مؤرشف من الأصل (PDF) في 2024-08-22. اطلع عليه بتاريخ 2024-08-16 – عبر ريليف ويب.
- Murhula Masirika، Leandre؛ Kumar، Anuj؛ Dutt، Mansi؛ Toloue Ostadgavahi، Ali؛ Hewins، Benjamin؛ Bubala Nadine، Maliyamungu؛ Kitwanda Steeven، Bilembo؛ Kumbana Mweshi، Franklin؛ Mutimbwa Mambo، Léandre (أبريل 2024). "Complete Genome Sequencing, Annotation, and Mutational Profiling of the Novel Clade I Human Mpox Virus, Kamituga Strain". Journal of Infection in Developing Countries. ج. 18 ع. 4: 600–608. DOI:10.3855/jidc.20136. PMID:38728644. مؤرشف من الأصل في 2024-08-30. اطلع عليه بتاريخ 2024-08-14.